# Джиммі Жіродон
Джиммі Жіродон (фр. Jimmy Giraudon, нар. 16 січня 1992, Ла-Рошель, Франція) — французький футболіст, центральний захисник «Сент-Етьєна».

## Ігрова кар'єра
Першим професійним клубом у кар'єрі Жіродона був «Ніор», у складі якого він почав виступати у Національному дивізіоні у сезоні 2010/11. Ще чотири роки футболіст провів у клубі «Гренобль», де зіграв понад сто офіційних матчів. 
Влітку 2016 року Жіродон як вільний агент перейшов до клубу Ліги 2 «Труа», з яким неодноразово вигравав турнір Ліги 2 та піднімався до вищого дивізіону. Другу половину сезону 2021/22 Жіродон провів в оренді в іспанському «Леганесі». Але зіграв там лише п'ять матчів і повернувся до Франції. Де приєднався до клубу Ліги 2 «Сент-Етьн», з яким підписав дворічний контракт.